# Kickboxer 3: Sztuka walki
Kickboxer 3: Sztuka walki (ang. Kickboxer 3: The Art of War) – film fabularny produkcji amerykańskiej z 1992 roku, drugi sequel Kickboxera (1989) Marka DiSalle'a i Davida Wortha. Film został nakręcony w Rio de Janeiro w Brazylii.

## Opis fabuły
Mistrz kickboxingu David Sloan zostaje zaproszony do Rio de Janeiro, by wziąć udział w zawodach, z których dochód przeznaczony zostanie na cele charytatywne. W egzotycznym mieście Sloan i jego mentor Xian poznają Isabelle – nastoletnią dziewczynę, którą wychowała ulica, oraz jej młodszego brata, Marcosa. Bohater staje przed poważnym dylematem – manager jego przeciwnika, Erika Martine'a, porywa bowiem Isabelle i szantażuje go, by poddał walkę. Mężczyzna musi wybierać pomiędzy uczciwym pojedynkiem i kolejnymi laurami a życiem nowo poznanej Brazylijki.